# 爆破氣球

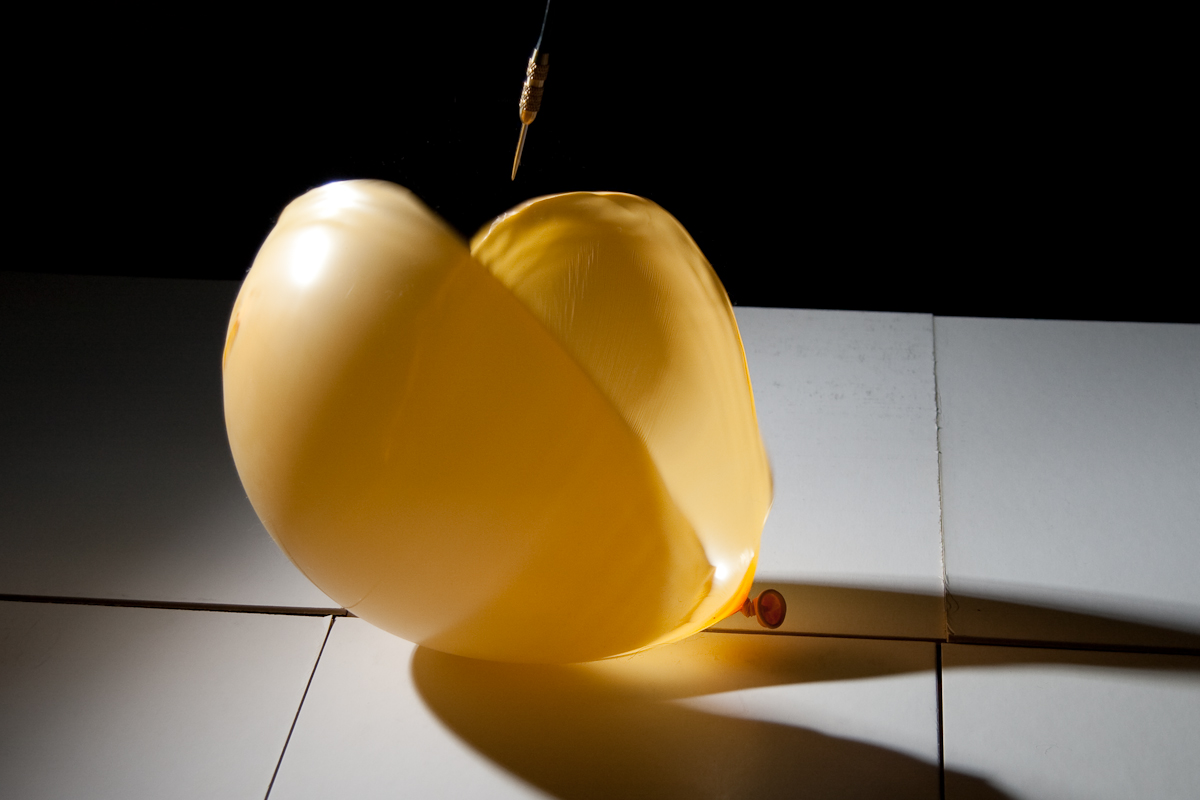
高速攝影拍攝的爆裂氣球

爆破氣球（英語：Balloon popping）是指出於不同的目的，以各種不同的方式將氣球弄爆，當構成氣球表面的材料撕裂或切碎形成一個孔時，氣球就會爆裂。通常情況下，氣球外層的彈性張力存在著平衡，表面上的每個點都被周圍的材料拉動。然而，如果在氣球表面開一個孔，力就會變得不平衡，因為孔的中心不再對它邊緣的材料施加任何力。結果，孔邊緣處的氣球表面被拉開，使其變大；然後高壓空氣可以通過孔逸出，氣球就會爆開。
氣球可以通過物理或化學作用而破裂，某些化學物質可以溶解氣球表面的橡膠，從而弄爆氣球，例如橙皮的油、檸檬皮的油及WD-40等，在實驗室以爆破氣球作為示範，可以教授及觀察實驗室安全的物理和化學危害。至於基於遊戲、紓解壓力或營造喜慶氣氛等的目的，常見有用肢體接觸、火燒、吹氣、尖鋭物件刺穿等方式弄爆氣球。專業的爆破氣球裝置，通常使用氣球引爆器，利用接電的方式來引爆氣球，營造爆破的效果。

## 物理作用
大头针或针经常使用于戳破气球。 当针头在气球表面上形成一个孔时，气球就会爆裂。但是，如果将胶带先贴在形成孔的部分，气球将不会爆裂，因为胶带有助于加强该区域的弹性张力，防止孔的边缘从中心拉开。同样，气球顶部和底部的厚点可以用针或大头针，甚至用竹签刺穿，而气球不会爆裂。

## 化学作用

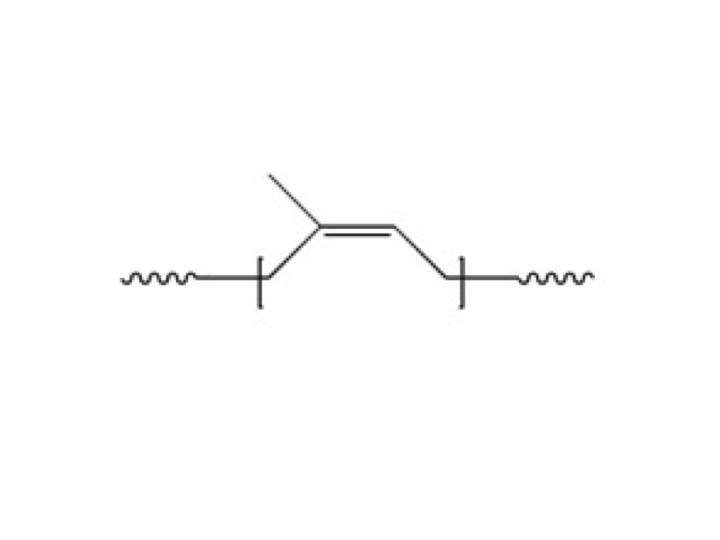
顺式-1,4-聚异戊二烯
甲苯
柠烯

### 有机溶剂
实验将有机溶剂（例如甲苯）涂抹在气球表面，可能有效使气球爆裂，因为溶剂可以部分溶解构成气球表面的材料。
顺式-1,4-聚异戊二烯（cis-1,4-polyisoprene，乳胶固态） + 有机溶剂 → 顺式-1,4-聚异戊二烯（部分溶解）
婴儿油也可以涂在水气球上，以使其爆破。

### 橙皮
橙皮含有一种称为柠烯的化合物，是一种类似于橡胶的碳氢化合物，可以用于制造气球。根据“同类相溶”原理，柠烯可以溶解橡胶气球，使气球爆裂。如果气球被硫化（用硫磺硬化），气球则不会爆裂。

## 图像

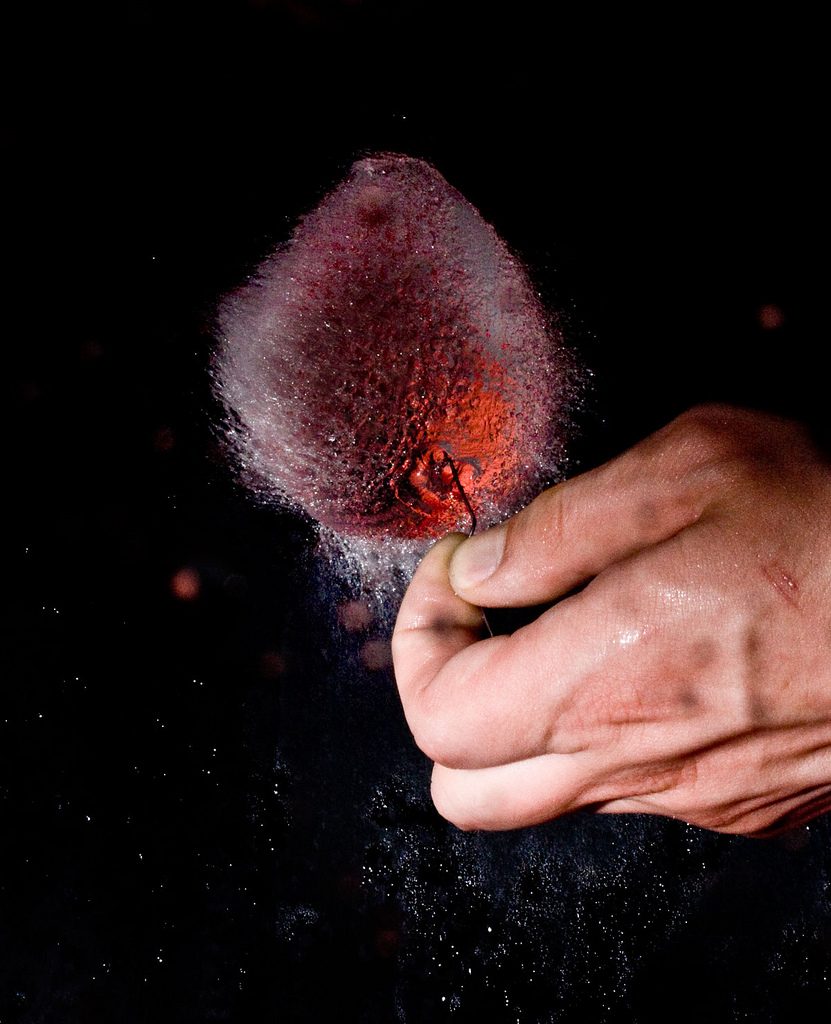
刺破一个装满水的气球
高速捕捉水气球爆裂的瞬间
- 刺破充气的气球
- 被甲苯爆破的气球
- 穿刺气球的演示
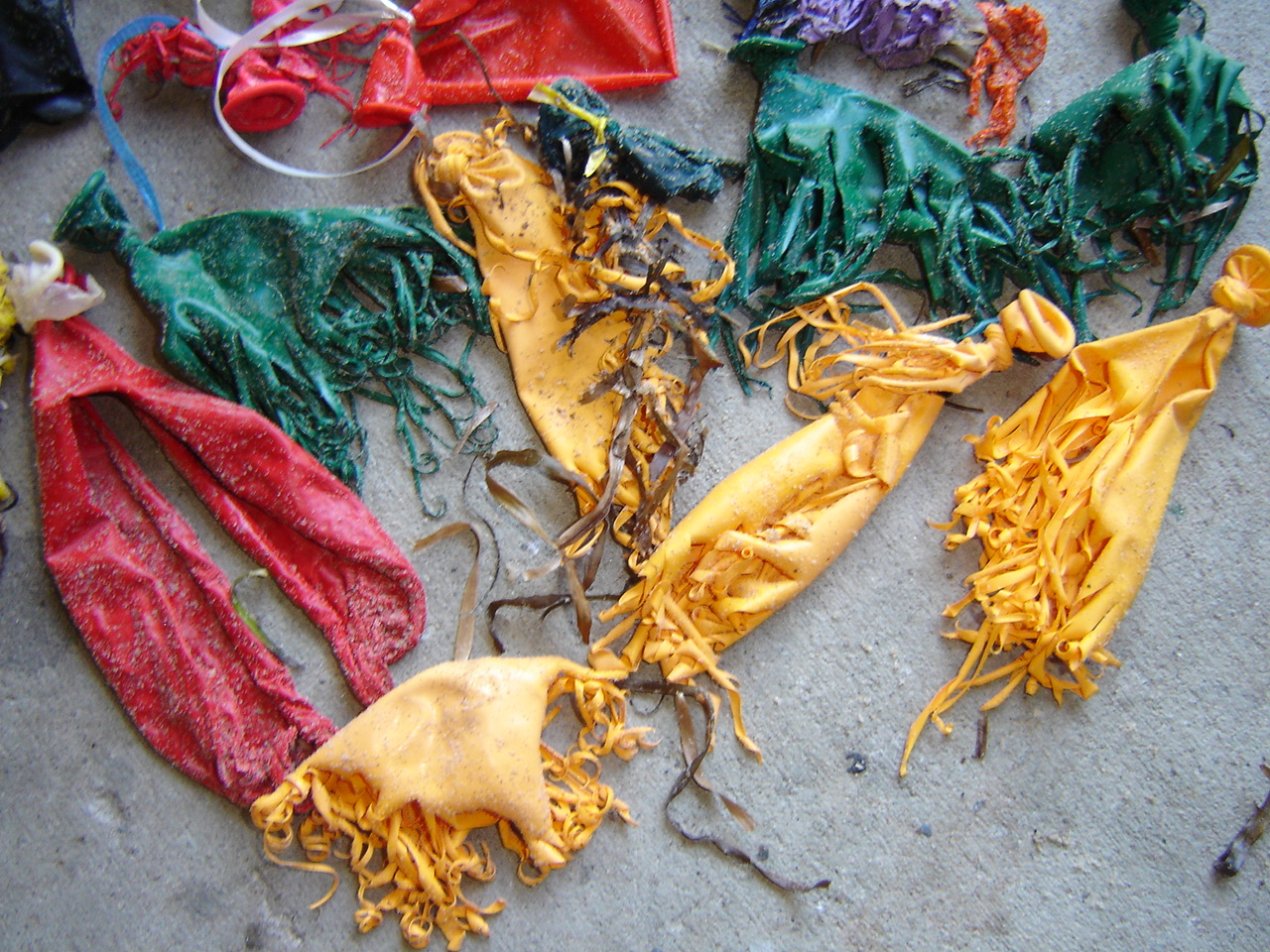
在海滩上爆裂的气球残骸